# Renate Damm (Radsportlerin)
Renate Damm (* 11. Januar 1947 in Strausberg; † 27. Juni 2012) war eine deutsche Radrennfahrerin.
Renate Damm begann mit dem Radsport im Juni 1963 bei der ASG Strausberg und wurde wegen ihres Talents zum TSC Berlin delegiert. Ab 1972 startete sie für die BSG Lok Oberspree. Vom Ende der 1960er bis Anfang der 1970er Jahre war sie eine der dominierenden Radsportlerinnen der DDR auf Bahn und Straße. Fünfmal wurde sie von 1968 bis 1972 DDR-Meisterin im Straßenrennen, beim ersten Mal 1968 nach einer Alleinfahrt von 40 Kilometern. Von 1970 bis 1972 wurde sie DDR-Meisterin im 500-Meter-Zeitfahren, nachdem sie 1969 schon Dritte geworden war. Auch in der Einerverfolgung wurde sie zweimal (1970, 1971) Meisterin und zweimal (1968, 1969) Vize-Meisterin sowie 1970 und 1971 Meisterin im Sprint.
Beruflich war sie als Außenhandelskauffrau in Berlin tätig.
Renate Damm starb nach langer schwerer Krankheit.